# Várgesztes
Várgesztes is een plaats (község) en gemeente in het Hongaarse district Tatabánya (comitaat Komárom-Esztergom). Várgesztes telt 504 inwoners (2001).

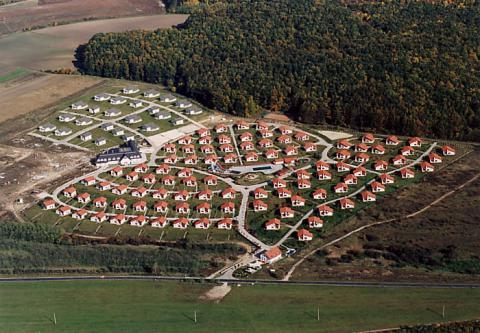
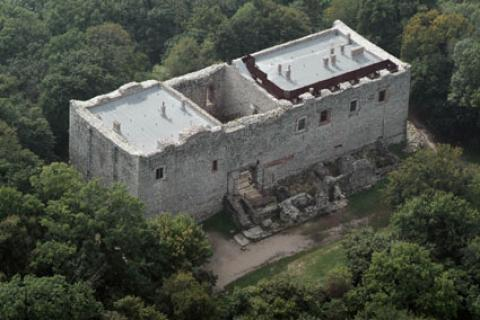
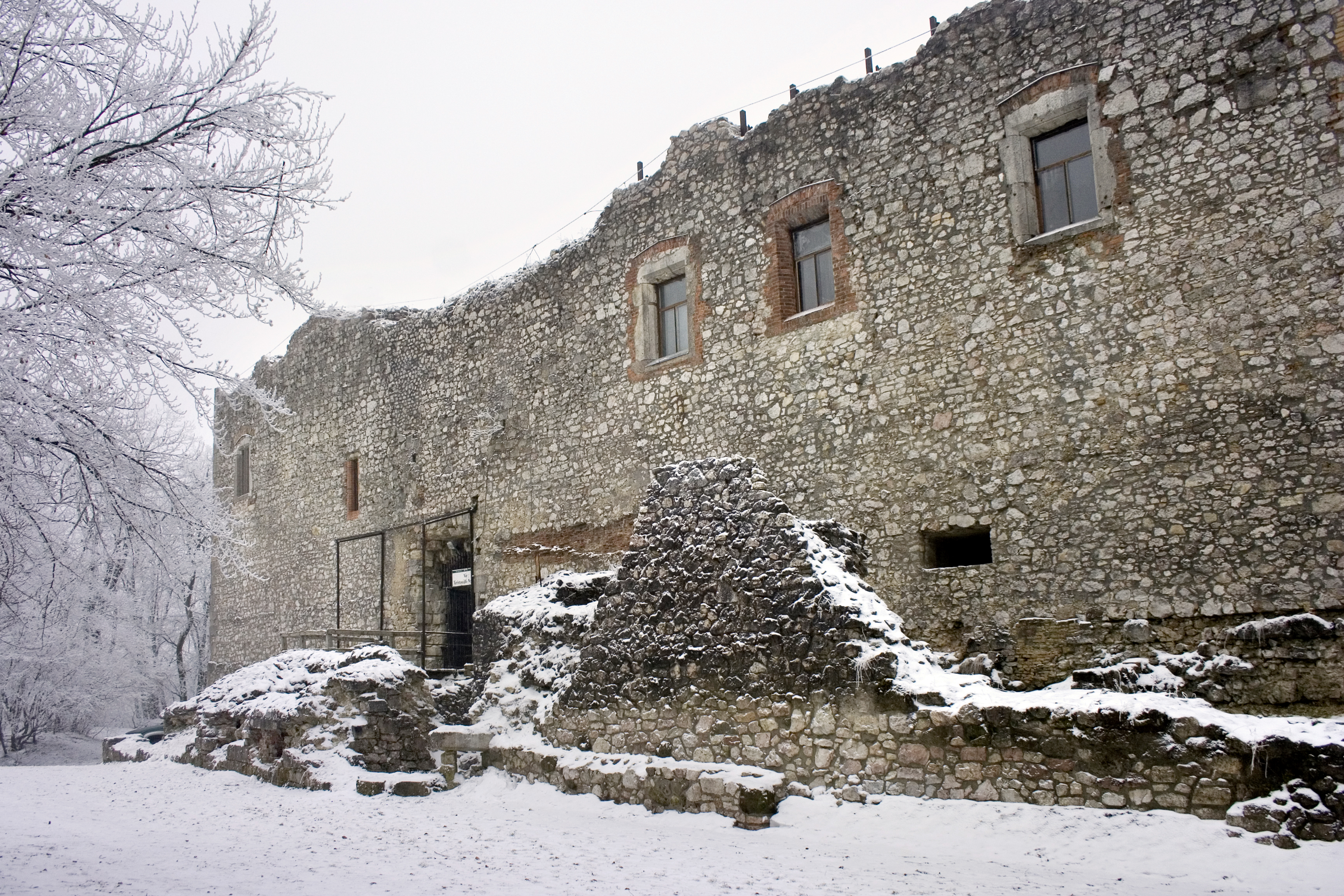